# Герой Народної Республіки Болгарія
Геро́й Народної Республіки Болгарія  — вище почесне звання в Народній Республіці Болгарія з 1948 по 1991, знак особливої відмінності.
Засноване указом Великого Народного зібрання 15 червня 1948 року. Звання удостоювалися болгарські і іноземні громадяни за подвиги або заслуги, проявлені при захисті Болгарії і союзних держав. Особам, удостоєним звання, вручалися медаль «Золота Зірка» і орден Георгія Дімітрова. Цього звання було удостоєно 58 чоловік.

## Опис медалі «Золота Зірка» Героя НРБ
Медаль «Золота Зірка» Героя НРБ має форму рельєфної п'ятикутної зірки діаметром 34 мм. Вверху реверсу напис в три рядки: «ГЕРОЙ / НА / НР БЪЛГАРИЯ».
Зірка носиться на червоній стрічці, яка обтягує прямокутну металеву пластинку, на лівому боці грудей.